# المشهوث (إب)

تعديل مصدري - تعديل

المشهوث محلة تابعة لقرية وادى قضام، التابعة لعزلة الحوج القبلي بمديرية إب إحدى مديريات محافظة إب في الجمهورية اليمنية.، بلغ تعداد سكانها 29 حسب تعداد اليمن لعام 2004.